# قطعنامه ۵۹۹ شورای امنیت
قطعنامه ۵۹۹ شورای امنیت سازمان ملل متحد که در تاریخ ۳۱ جولای ۱۹۸۷ تصویب شد، سندی بین‌المللی دربارهٔ اسرائیل-لبنان است. این قطعنامه طی نشست ۲۷۵۱ام با ۱۵ موافق، ۰ مخالف و ۰ ممتنع تصویب شد.